# Husův sbor (Čelákovice)
Husův sbor v Čelákovicích je funkcionalistická sakrální stavba Československé církve husitské z roku 1936 na rohu ulic Husova a Matěje Červenky.

## Historie
Již v době před třicetiletou válkou byla v okolí zastoupena církev podobojí. Dne 7. května 1920 před táborem lidu na místním náměstí vystoupil původně katolický, později husitský farář Václav Kára (1879 Kočiny u Kralovic – 1958 Přerov n. L.) v Přerově nad Labem a Semicích, čemuž následoval mohutný přechod k nově založené církvi. Čsl. církev v Čelákovicích oficiálně vznikla 27. ledna 1924 a sdružovala příslušníky z 57 okolních správních obcí.
Základní kámen nové budovy byl položen 15. září 1935 a sbor byl slavnostně otevřen 29. června 1936 za účasti druhého patriarchy čsl. církve Gustava Adolfa Procházky (1872 Kosmonosy – 1942 Praha). Stavební práce prováděl Josef Pýcha podle projektu architekta Rudolfa Hübnera (1904 Röchlitz – 1985 Bělá pod Bezdězem).
Do zdi vstupní předsíně sboru byly vsazeny pamětní kameny z památných míst české reformace: z Ostaše, Krakovce, Kozího Hrádku a Husince. Nároží zdobí busta Mistra Jana Husa. Věž, uvnitř které je umístěn zvon, je zakončena masivním kalichem. Reliéf Krista žehnajícího Mistru Janu Husovi na hranici navrhl a zhotovil místní sochař Jaroslav Zahradník (1902 Čelákovice – 1979 Čelákovice). Na kazatelně se nachází reliéf zakladatele čsl. církve dr. Karla Farského (1880 Škodějov u Vysokého nad Jizerou – 1927 Praha).
Roku 1956 byl do zahrady z Rybářské ulice přemístěn Husův pamětní kámen. Roku 1968 byly do sboru pořízeny varhany vyrobené roku 1964 krnovským podnikem navazujícím na značku Rieger-Kloss. Roku 1971 byla místnost pro schůze Rady starších přestavěna na zimní modlitebnu a kolem sboru byl vystavěn plot. Během stavebních úprav a rekonstrukce v letech 2007-2008 byl na jižní straně přistavěn služební byt pro duchovního.
Budova sboru se nachází blízko středu města na jihozápadním rohu ulic Husova a Matěje Červenky, kterážto byla pojmenována po biskupu Jednoty bratrské a čelákovickém rodáku Matěji Červenkovi (1521 Čelákovice – 1569 Přerov na Moravě).
Vlastníkem pozemku a sboru – stavby občanského vybavení – je Náboženská obec Církve československé husitské v Čelákovicích, která zde sídlí.

## Galerie
- Husův kámen v zahradě Husova sboru
- detail Husova kamene